# Resguardo indígena de Mayabangloma
El resguardo indígena de Mayabangloma es una reserva indígena en el municipio de Fonseca, departamento de La Guajira en el norte de Colombia. La reserva está formada por las veredas Mayalita, Bangañita, La Gloria y La Loma, ocupando una finca denominada "El Porvenir " formada por la resolución 046 del 19 de noviembre de 1994. La reserva está habitada por etnias pertenecientes al pueblo wayú y cubre aproximadamente 3.8 km².
Según un censo de 2003, la población del resguardo era de aproximadamente 1252 habitantes en 286 familias. La base de estas familias indígenas se basa principalmente en clanes, familias extensas o familias nucleicas. La consanguinidad familiar se considera matrilineal.